# Ian Horobin
 (décembre 2021).
Ian Macdonald Horobin (16 novembre 1899 - 5 juin 1976) est un homme politique du Parti conservateur britannique poète et vétéran des Première et Seconde Guerres mondiales. Il est secrétaire parlementaire du ministre de l'énergie de 1958 à 1959, mais se retire de la politique peu de temps avant sa condamnation pour attentat à la pudeur, pour lequel il purge une peine de quatre ans de prison.

## Biographie
Horobin est le fils de JC Horobin, le directeur du Homerton College, Cambridge, et de son épouse, Maud Adeline Ford (connue après son deuxième mariage sous le nom de MA Cloudesley Brereton). Il fait ses études à la Highgate School et au Sidney Sussex College de Cambridge.
Horobin sert dans la Royal Naval Reserve pendant la Première Guerre mondiale avant de rejoindre la Royal Air Force. Dès le déclenchement de la Seconde Guerre mondiale Horobin rejoint la Royal Air Force et est promu chef d'escadron. En 1941, il est capturé par les Japonais et détenu comme prisonnier de guerre jusqu'à sa libération en 1945. Les Japonais torturent et battent Horobin après qu'il a refusé de révéler les méthodes d'évasion des prisonniers clés dirigés par Laurens van der Post, et il joue un rôle important en soutenant le moral des prisonniers du camp de Soekaboemi après s'être porté volontaire comme agent d'hygiène du camp.
En 1923, il devient directeur du Mansfield House du Settlement movement dans l'East End de Londres, qui travaille avec de jeunes hommes et enfants vulnérables. Horobin aide à lever plus de 500 000 £ pour la colonie et quitte son poste lorsqu'il est élu député national de Southwark Central, un siège qu'il occupe jusqu'en 1935. Horobin retourne travailler dans la colonie après la Seconde Guerre mondiale et se présente au siège d'Oldham West aux élections générales de 1950, où il perd face au travailliste Leslie Hale. En 1951, Horobin se présente avec succès à Oldham East et conserve le siège avec une faible majorité de 380 voix aux élections de 1955. Horobin est le premier membre du gouvernement conservateur à perdre son siège aux élections générales de 1959.
Horobin présente deux épisodes de The Week de la radio BBC à Westminster en 1932. En 1935, un juge donne raison à Horobin dans une affaire d'intrusion à son domicile dans l'Essex, Blue House Farm à Lambourne End. Horobin a placé une barrière sur une voie menant à la forêt du Hainaut après avoir été dérangé par le stationnement des voitures sur la voie, et elle est démolie par une femme qui affirmait qu'elle avait toujours été utilisée à cette fin. Horobin vend des peintures de sa collection chez Sotheby's en mars 1962 .
Il est annoncé le 29 mars 1962 que Horobin devait recevoir une pairie à vie, mais il renonce le 13 avril, déclarant que les exigences du poste seraient trop pour lui.
Horobin est arrêté pour indécence en mai 1962, accusé de plusieurs attentats à la pudeur contre des garçons âgés de moins de 16 ans en 1958 et 1959. Un garçon de 17 ans est également détenu avec Horobin et il est conjointement accusé d'avoir commis deux actes d'indécence avec Horobin en 1961 et d'avoir tenté de trouver un autre homme pour un acte d'indécence avec Horobin . Au procès de juin 1962, l'accusation allègue qu'Horobin a dit à sa secrétaire qu'il est «pratiquement marié» à l'adolescent de 17 ans et que les agressions ont eu lieu à la colonie de Mansfield House dont il est le directeur depuis 1923. Plusieurs témoins au procès témoignent du comportement d'Horobin et de la manière de ses agressions . Horobin admet dix accusations d'agression en juillet 1962 et est condamné à quatre ans d'emprisonnement. Horobin a dit au secrétaire de la colonie que ses relations avec les garçons duraient depuis plus de 40 ans et décrivait les homosexuels comme «... nous pauvres démons qui sommes nés comme ça, rien ne peut me changer. Il est naturel pour nous d'aimer les garçons de cette manière. " .
Horobin déménage à Tanger, au Maroc, après sa libération de prison, et y est mort en 1976.